# Guenuha’an (Lahomea)
Guenuha’an ist eine osttimoresische Aldeia im Suco Lahomea (Verwaltungsamt Maliana, Gemeinde Bobonaro). 2015 lebten in der Aldeia 56 Menschen. Allerdings wurden die administrativen Grenzen kurz darauf geändert, so dass heute deutlich mehr Menschen in der Aldeia leben.

## Geographie
Guenuha’an bildet die westliche Exklave des Sucos Lahomea und den nordwestlichen Stadtteil der Gemeindehauptstadt Maliana. Die Südgrenze bildet die Überlandstraße von Maliana nach Balibo. Auf der anderen Seite liegt der Suco Holsa. Nördlich befindet sich der Suco Odomau und im Westen bildet der Sosso, ein Zufluss des Nunuras, die Grenze zum Suco Tapo/Memo.
In der Aldeia befinden sich mehrere lokale Filialen von Behörden, unter anderem die Gemeindeverwaltung Bobonaros, Generalstaatsanwaltschaft Osttimors, der kommunale Dienst für Öffentliche Arbeiten und die Handelskammer. Auch die Filiale des East Timor Institute of Business und der Sitz des benachbarten Sucos Odomau liegen hier.

## Politik
2023 wurde Juliana dos Santos zur Chefe de Aldeia gewählt.